# ПРО С-375
Система противоракетной обороны ближнего перехвата С-375 — проект многоканальной передвижной (ограниченно возимой) системы противоракетной обороны позиционных районов ракетных войск стратегического назначения СССР и стартовых позиций межконтинентальных баллистических ракет. Система разрабатывалась в 1970—1991 гг. коллективом под руководством Б. В. Бункина в ЦКБ «Алмаз» для защиты сил и средств РВСН от упреждающего ядерного удара противника. Разработка велась наряду с системой ПРО ближнего перехвата С-550 (также в ЦКБ «Алмаз») и перспективными проектами других советских конструкторских бюро. Проект системы противоракетной обороны С-375 исходно создавался на базе наработок, достигнутых в более раннем проекте системы ПРО С-225, разрабатывавшемся в КБ-1 (ЦКБ «Алмаз»). После распада СССР опытно-конструкторские работы прекращены, созданный задел уничтожен.

## История проекта
Проектирование системы началось в мае 1970 г. с выдачи исходных данных для создания аванпроекта. На стадии подготовки аванпроекта рассматривалось три варианта системы с двумя нижними границами поражения боеголовок противника. Предполагалось, что точность наведения противоракет вкупе с мощностью боевой части (БЧ) обеспечит исключение эффективного подрыва ядерных БЧ противника. В состав комплекса планировалось включить радиолокационную станцию обнаружения, селекции и наведения противоракет и скоростные противоракеты, из расчёта три пусковые установки противоракет на одну обороняемую шахтную пусковую установку межконтинентальной баллистической ракеты РВСН. Часть наработок по аванпроекту системы С-375 были апробированы ранее, в ходе испытаний системы ПРО С-225, в системе ПРО С-375 была использована часть идей, реализованных в ходе работы над проектом С-225. Согласно аванпроекту, двигатели противоракеты должны были функционировать на новых типах топлива с требуемой скоростью горения твёрдого топлива — до 100 мм/с. При обсуждении аванпроекта в 1970 г. было отмечено, что таких типов топлива для ракет с требуемыми характеристиками в производстве ещё нет, использование уже разработанных ракет бесперспективно, есть проблема оповещения систем ПРО районов базирования межконтинентальных баллистических ракет (отсутствие радиолокационных станций дальнего обнаружения на многих необходимых направлениях, например, в местах базирования частей и соединений РВСН, дислоцированных на территории Сибирского военного округа).
В своих мемуарах генерал-майор Е. В. Гаврилин отмечает, как он будучи начальником 1-го управления 4-го Главного управления Министерства обороны СССР (ГУ МО), вместе с начальником 5-го управления 4-го ГУ МО генерал-лейтенантом М. И. Ненашевым, как представители организации-заказчика работ, посещали с рабочим визитом Главный штаб РВСН, где ими уточнялся возможный вариант размещения системы ПРО С-375 на одном из позиционных районов РВСН.

## Элементы системы
Для решения указанных задач, в систему предполагалось включить следующие элементы:

### Средства управления
- Автоматизированная система управления.

### Средства обнаружения, селекции целей и наведения
- Радиолокационная станция «Сосна» с цифровым вычислительным комплексом и станцией передачи команд (СПК).

### Средства обеспечения мобильности
- Транспортные средства.
- Пусковые установки противоракет — ограниченно возимые со стартом ракет из транспортно-пусковых контейнеров.

### Боевые средства
- Противоракеты ближнего перехвата ПРС-1 (5Я26 / 53Т6) — модификация двухступенчатой противоракеты ПРС-1 с твердотопливным ракетным двигателем, разрабатывавшейся для ПРО С-225.

## Практическая целесообразность
Оценивая потенциальные направления развития противоракетных технологий в Советском Союзе, военные аналитики специально сформированной группы по оценке стратегических рисков Центрального разведывательного управления США отмечали в 1976 г., что сочетание мобильных компонентов системы ПРО страны со стационарными компонентами системы ПВО страны может существенно дополнить возможности противоракетной обороны СССР. Однако, такого рода планы остались неосуществлёнными.

## Сравнительная характеристика
| Основные сведения и тактико-технические характеристики стратегических комплексов (систем) противоракетной обороны СССР и России | Основные сведения и тактико-технические характеристики стратегических комплексов (систем) противоракетной обороны СССР и России | Основные сведения и тактико-технические характеристики стратегических комплексов (систем) противоракетной обороны СССР и России | Основные сведения и тактико-технические характеристики стратегических комплексов (систем) противоракетной обороны СССР и России | Основные сведения и тактико-технические характеристики стратегических комплексов (систем) противоракетной обороны СССР и России | Основные сведения и тактико-технические характеристики стратегических комплексов (систем) противоракетной обороны СССР и России | Основные сведения и тактико-технические характеристики стратегических комплексов (систем) противоракетной обороны СССР и России | Основные сведения и тактико-технические характеристики стратегических комплексов (систем) противоракетной обороны СССР и России | Основные сведения и тактико-технические характеристики стратегических комплексов (систем) противоракетной обороны СССР и России | Основные сведения и тактико-технические характеристики стратегических комплексов (систем) противоракетной обороны СССР и России | Основные сведения и тактико-технические характеристики стратегических комплексов (систем) противоракетной обороны СССР и России |
| Характеристики | Наименование комплекса (системы) ПРО                                                                                            | Наименование комплекса (системы) ПРО                                                                                            | Наименование комплекса (системы) ПРО                                                                                            | Наименование комплекса (системы) ПРО                                                                                            | Наименование комплекса (системы) ПРО                                                                                            | Наименование комплекса (системы) ПРО                                                                                            | Наименование комплекса (системы) ПРО                                                                                            | Наименование комплекса (системы) ПРО                                                                                            | Наименование комплекса (системы) ПРО                                                                                            | Наименование комплекса (системы) ПРО                                                                                            |
| Характеристики | «А» | «А-35» | «А-35Т» | «А-35М» | «С-225» | «С-375» | «А-135» | «А-135» | «А-235» | «А-235» |
| --- | --- | --- | --- | --- | --- | --- | --- | --- | --- | --- |
| Разработчик (изготовитель) | СКБ-30, МКБ «Факел» | ЦНПО «Вымпел», МКБ «Факел» | СКБ-30 | ЦНПО «Вымпел», МКБ «Факел» | ЦКБ «Алмаз» | ЦКБ «Алмаз» | ЦНПО «Вымпел», МКБ «Факел», ЕМКБ «Новатор»                                                                                      | ЦНПО «Вымпел», МКБ «Факел», ЕМКБ «Новатор»                                                                                      | ЦНПО «Вымпел» | ЦНПО «Вымпел» |
| Год(ы) окончания проекта | 1961—1963 | 1972—1974 | 1973 | 1978 | 1985 | 1991 | 1995 | 1995 | ?? | ?? |
| Принятие на вооружение | Нет | Да | Нет | Да | Нет | Нет | Да | Да | Н/д | Н/д |
| Тип ракеты | В-1000 | А-350Ж | А-350М | А-350Р | ПРС-1 / В-825 | ПРС-1 | 51Т6 типа А-350 | 53Т6 | 51Т6 мод. | 14Ц033 |
| Число ступеней | 2 | 2 | 2 | 2 | 2 | 2 | 2 | - | 2 | 2 |
| Тип двигателя (стартовый/маршевый) | РДТТ/ЖРД | РДТТ/ЖРД | РДТТ/ЖРД | РДТТ/ЖРД | РДТТ/РДТТ | РДТТ/РДТТ | РДТТ/ЖРД | РДТТ | РДТТ/ЖРД | ЖРД/ЖРД |
| Тип боевой части | о.-ф., ядерная | ядерная | ядерная | ядерная | ядерная | ядерная | ядерная | ядерная | ядерная | о.-ф., ядерная |
| Стартовая масса ракеты, т | — | 33 | — | 33 | — | — | 33 | 10 | — | 9,6 |
| Длина ракеты, м | 12,4—14,5 | 19,8 | — | 19,8 | — | — | 19,8 | 10,0 | — | — |
| Диаметр корпуса, м | 1,0 | 2,57 | — | 2,57 | — | — | 2,57 | 1,0 | — | — |
| Дальность действия, км | — | 350 | — | 350 | — | 500—1000 | 350 | 80 | 1000—1500 | 200—300 |
| Скорость полёта, м/с | 1000 | — | — | — | — | 2000—5000 | — | 3000 | — | — |
| Система наведения | радиокомандная | радиокомандная | радиокомандная | радиокомандная | радиокомандная | радиокомандная | радиокомандная | радиокомандная | радиокомандная | радиокомандная |
| Источник информации: Щит России: системы противоракетной обороны. — М.: Изд-во МГТУ им. Н. Э. Баумана, 2009. — С. 270. — 504 с. — ISBN 978-5-7038-3249-3. Примечание: Проекты А-35Т, С-225 и С-375 были прекращены на различных стадиях проведения опытно-конструкторских работ. Проект А-235 находится на стадии полигонных испытаний. | | | | | | | | | | |